# إتش تي ويبستر
إتش تي ويبستر (بالإنجليزية: H. T. Webster) هو رسام كارتون أمريكي، ولد في 21 سبتمبر 1885 في باركرسبورغ في الولايات المتحدة، وتوفي في 22 سبتمبر 1952 في ستامفورد في الولايات المتحدة.